# Joana Ortega i Alemany
Joana Ortega i Alemany (Barcelona, 13 de novembre de 1959) és una política catalana, diputada al Parlament de Catalunya des de 2006 fins a 2015 i vicepresidenta del Govern de la Generalitat de Catalunya i consellera de Governació i Relacions Institucionals entre 2010 i 2015. Es presentà com a número 2 per Barcelona a les eleccions al Parlament de Catalunya de 2021 amb el Partit Demòcrata, fent tàndem electoral amb Àngels Chacón, en el primer tiquet electoral femení a Catalunya. Des de 2023 és regidora a l'Ajuntament de Barcelona, dins la candidatura de Xavier Trias.

## Biografia
La seva carrera política s'inicià a l'Ajuntament de Barcelona essent consellera tècnica del districte de les Corts (1992-1995), regidora executiva del districte de l'Eixample (1995-1999) i regidora del consistori barceloní (1996-2007). A escala municipal ha estat membre del Consell d'Administració de Barcelona Activa (1996-2003) i de l'Institut de Cultura de Barcelona (1999-2003).
Durant els mandats de Jordi Pujol com a president de la Generalitat, fou presidenta de l'Institut Català de la Dona (2002) i del Consell Nacional de Dones de Catalunya (2002).
És membre de l'equip directiu de Tribuna Barcelona. Ha estat tertuliana del programa «Bon dia, Catalunya», de TV3 (2000-2002), a COM Ràdio (des del 1999) i de Ràdio Intereconomia. Fou articulista mensual a El Mundo.
Militant d'Unió Democràtica de Catalunya (UDC) des del 1985, va ser membre del Comitè de Govern d'UDC del 1996 ençà. També fou membre de la Permanent d'UDC i del Comitè Executiu Nacional de la Federació (CENF) de Convergència i Unió (CiU), d'Unió de Dones, d'Unió de Treballadors i d'Unió de Regidors. Ha estat portaveu de CiU a la Mancomunitat de Municipis i a l'Àrea Metropolitana de Barcelona (1999-2003). El 2006, entrà al Parlament de Catalunya essent escollida diputada per la circumscripció de Barcelona. Fou la cap de campanya d'Unió durant aquestes eleccions. El 2010 es tornà a presentar com a número dos de la llista de CiU encapçalada per Artur Mas.
Amb la presa de possessió d'Artur Mas com a president de la Generalitat la nomenà vicepresidenta del Govern de la Generalitat essent la primera dona a accedir al càrrec, i titular del Departament de Governació i Relacions Institucionals. Prengué possessió del càrrec el 29 de desembre de 2010.
Es convertí en la primera dona a assumir les funcions de presidenta de la Generalitat, el 27 de gener de 2011, durant prop d'una hora, a causa del viatge del president Artur Mas a Perpinyà.
El març de 2011 fou notícia per un error en el seu currículum publicat al web de la Generalitat de Catalunya, on s'afirmava que era llicenciada en Psicologia quan en realitat li manquen dues assignatures per a aprovar la carrera. Ortega va demanar disculpes a través del seu bloc, al·legant que es tractà d'un error de transcripció i negant que volgués atribuir-se mèrits aliens. No obstant això, aquesta informació errònia constava en diverses biografies publicades en webs de la Generalitat i del seu partit, així com en el seu propi bloc, on afirmava, en primera persona, que era llicenciada en Psicologia.
El 27 de desembre de 2012 fou nomenada de nou vicepresidenta del Govern i consellera de Governació i Relacions Institucionals de la Generalitat per part del seu president, Artur Mas, en la configuració del seu nou govern en l'inici del segon mandat al capdavant de la institució.
Al 17 de juny de 2015, després de les tensions entre Unió Democràtica de Catalunya i Convergència Democràtica de Catalunya va anunciar que ella juntament amb els altres dos consellers d'Unió, renunciarien als seus càrrecs en el Govern. El 22 de juny es va fer efectiu el seu cessament com a vicepresidenta i membre del Govern.
El març de 2017 el Tribunal Superior de Justícia de Catalunya condemnà Artur Mas, Joana Ortega i Irene Rigau a multes i penes d'inhabilitació d'entre 18 i 24 mesos per la Consulta sobre la independència de Catalunya del 9N de 2014. El Tribunal de Comptes també els va jutjar com a responsables comptables dels preparatius de la consulta i els reclama 5,2 milions d'euros.
Retirada de la primera línia de la política, va ser assessora del Departament d'Empresa i Coneixement de la Generalitat i secretària general de l'Associació Catalana de Municipis i Comarques. Un cop complerta la condemna per inhabilitació, Ortega concorre com a número dos de la llista del Partit Demòcrata per la circumscripció de Barcelona en les eleccions al Parlament de Catalunya de 2021. Després dels resultats electorals de la formació, el seu nom va sonar com a presidenciable del PDCAT.
Actualment des del 28 de Maig, és regidora de l'Ajuntament de Barcelona, pel Grup Municipal de TriasxBarcelona.